# Roger Vidosa
Roger Vidosa Riba (* 29. Februar 1984 in La Massana) ist ein alpiner Skiläufer aus Andorra. Seine Stärken liegen in den technischen Disziplinen Riesenslalom und Slalom, er fährt aber auch Abfahrt und Super-G.

## Biografie
Vidosa bestreitet vorwiegend FIS-Rennen und ist seit 2004 im Europacup aktiv. Bis heute gewann er sieben FIS-Rennen, fuhr im höherklassigen Europacup aber erst zweimal unter die schnellsten 30 (28. Platz im Slalom von Garmisch-Partenkirchen am 28. Februar 2008 und 27. Platz im Slalom von Formigal am 16. März 2011). Im Weltcup startet Vidosa nur selten, das erste Mal 2007 in der Abfahrt von Val-d’Isère. Ende 2008 schaffte er, ebenfalls in Val-d’Isère, in der Super-Kombination auf der WM-Piste La face de Bellevarde Rang 22 und damit seine bisher einzige Platzierung in den Weltcuppunkterängen. Er ist damit nach Alex Antor erst der zweite Andorraner, der Weltcuppunkte gewinnen konnte.
Roger Vidosa nahm an drei Weltmeisterschaften (Bormio 2005, Åre 2007 und 2011 in Garmisch-Partenkirchen) teil und vertrat Andorra bei den Olympischen Spielen von Turin 2006 und Vancouver 2010. Seine besten WM-Platzierungen sind zwei 28. Plätze in den Super-Kombinationen 2007 und 2011, sein bestes Olympiaergebnis ein 25. Platz in der Super-Kombination 2010.

## Bilanz

### Olympische Winterspiele
- Turin 2006: 27. Slalom, 28. Kombination, 50. Abfahrt
- Vancouver 2010: 25. Super-Kombination, 33. Super-G, 48. Abfahrt

### Weltmeisterschaften
- Bormio 2005: 36. Slalom, 39. Riesenslalom
- Åre 2007: 28. Super-Kombination, 46. Abfahrt, 55. Super-G
- Garmisch-Partenkirchen 2011: 28. Super-Kombination, 29. Super-G
- Schladming 2013: 40. Riesenslalom

### Juniorenweltmeisterschaften
- Tarvisio 2002: 39. Super-G, 52. Abfahrt
- Briançonnais 2003: 47. Riesenslalom, 54. Abfahrt, 62. Super-G
- Maribor 2004: 40. Abfahrt, 53. Super-G, 55. Riesenslalom

### Weitere Erfolge
- Eine Platzierung unter den besten 30 im Weltcup
- Zwei Platzierungen unter den besten 30 im Europacup
- Andorranischer Meister im Slalom (2004, 2007, 2008, 2011), im Riesenslalom (2007, 2008, 2010, 2011) und im Super-G (2010)
- Sieben Siege in FIS-Rennen